# Miguel Ángel Ripullone
Miguel Ángel Ripullone (Buenos Aires, 29 marzo 1930 – Neuquén, 2 maggio 1981) è stato un allenatore di pallacanestro argentino.

## Carriera
Ha guidato l'Argentina a due edizioni dei Campionati mondiali (1967, 1974).